# Миллениум (телесериал)
«Миллениум» (швед. Millenium) — шведский телесериал, основанный на экранизациях трилогии Стига Ларссона «Миллениум». Выходил в эфир в 2010 году. Производством сериала занималась компания Yellow Bird совместно с SVT, Nordisk Film, Film i Väst и ZDF.
В 2010 году сериал удостоился премии «Драма года» на церемонии вручения шведской телевизионной награды «Kristallen». в 2011 году награждён международной премией «Эмми» в категории ТВ-фильмы/мини-сериалы.

## Производство и релиз
Хронометраж каждого эпизода составляет примерно 90 минут, а продолжительность всего телесериала на 110 минут больше, чем у полнометражных экранизаций. За счёт этого создателям сериала удалось глубже показать его историю и персонажей. Все шесть серий были показаны на канале SVT1 c 20 марта по 24 апреля 2010 года. Летом того же года «Миллениум» был выпущен на DVD и Blu-ray, куда вошли дополнительные материалы и вырезанные сцены.
Фильмы, лёгшие в основу сериала «Миллениум»:
| Эпизод | Фильм                                     | Режиссёр           | Сценарист                         |
| ------ | ----------------------------------------- | ------------------ | --------------------------------- |
| 1 и 2  | Девушка с татуировкой дракона             | Нильс Арден Оплев  | Расмус Хейстерберг Николай Арсель |
| 3 и 4  | Девушка, которая играла с огнём           | Даниэль Альфредсон | Йонас Фрикберг                    |
| 5 и 6  | Девушка, которая взрывала воздушные замки | Даниэль Альфредсон | Ульф Рюберг                       |

6 декабря 2011 года компания Music Box Home Entertainment выпустила в США бокс-сет «Миллениум».

## Актёры
| Персонаж             | Эпизоды             | Эпизоды            | Эпизоды             | Эпизоды            | Эпизоды             | Эпизоды             |
| Персонаж             | Часть 1             | Часть 2            | Часть 3             | Часть 4            | Часть 5             | Часть 6             |
| -------------------- | ------------------- | ------------------ | ------------------- | ------------------ | ------------------- | ------------------- |
| Микаэль Блумквист    | Микаэль Нюквист     | Микаэль Нюквист    | Микаэль Нюквист     | Микаэль Нюквист    | Микаэль Нюквист     | Микаэль Нюквист     |
| Лисбет Саландер      | Нуми Рапас          | Нуми Рапас         | Нуми Рапас          | Нуми Рапас         | Нуми Рапас          | Нуми Рапас          |
| Эрика Бергер         | Лена Эндре          | Лена Эндре         | Лена Эндре          | Лена Эндре         | Лена Эндре          | Лена Эндре          |
| Драган Арманский     | Михалис Куцояннакис |                    | Михалис Куцояннакис |                    | Михалис Куцояннакис | Михалис Куцояннакис |
| Кристер Мальм        | Якоб Эрикссон       |                    | Якоб Эрикссон       | Якоб Эрикссон      | Якоб Эрикссон       | Якоб Эрикссон       |
| «Чума»               | Томас Кёлер         |                    | Томас Кёлер         |                    | Томас Кёлер         | Томас Кёлер         |
| Малин Эрикссон       | София Ледарп        | София Ледарп       | София Ледарп        | София Ледарп       | София Ледарп        | София Ледарп        |
| Анника Джаннини      | Анника Халлин       |                    | Анника Халлин       |                    | Анника Халлин       | Анника Халлин       |
| Александр Залаченко  |                     |                    | Георги Стайков      | Георги Стайков     | Георги Стайков      |                     |
| Мириам Ву            | Ясмин Гарби         |                    | Ясмин Гарби         | Ясмин Гарби        |                     |                     |
| Рональд Нидерманн    |                     |                    | Микаэль Спрайц      | Микаэль Спрайц     | Микаэль Спрайц      | Микаэль Спрайц      |
| Нильс Бьюрман        | Петер Андерссон     | Петер Андерссон    | Петер Андерссон     | Петер Андерссон    | Петер Андерссон     |                     |
| Хольгер Пальмгрен    | Пер Оскарссон       |                    | Пер Оскарссон       | Пер Оскарссон      |                     | Пер Оскарссон       |
| Хенрик Вангер        | Свен-Бертиль Таубе  | Свен-Бертиль Таубе |                     |                    |                     |                     |
| Сесилия Вангер       | Марика Лагеркранц   | Марика Лагеркранц  |                     |                    |                     |                     |
| Мартин Вангер        | Петер Хабер         | Петер Хабер        |                     |                    |                     |                     |
| Дирх Фроде           | Ингвар Хирдвалль    | Ингвар Хирдвалль   |                     |                    |                     |                     |
| Янне Дальман         | Давид Денсик        | Давид Денсик       |                     |                    |                     |                     |
| Густаф Морелль       | Бьёрн Гранат        | Бьёрн Гранат       |                     |                    |                     |                     |
| Харриет Вангер       | Ева Фрёлинг         | Ева Фрёлинг        |                     |                    |                     |                     |
| Бреннлунд            | Фредерик Ульссон    | Фредерик Ульссон   |                     |                    |                     |                     |
| Харальд Вангер       | Йёста Бредефельдт   | Йёста Бредефельдт  |                     |                    |                     |                     |
| Изабелла Вангер      | Гуннель Линдблум    | Гуннель Линдблум   |                     |                    |                     |                     |
| Биргер Вангер        | Вилли Андреасон     | Вилли Андреасон    |                     |                    |                     |                     |
| Отто Фальк           | Кристиан Фидлер     | Кристиан Фидлер    |                     |                    |                     |                     |
| Биргит Фальк         | Маргарета Стоун     | Маргарета Стоун    |                     |                    |                     |                     |
| Энрико               | Реубен Салльмандер  |                    | Реубен Сальмандер   |                    |                     |                     |
| Паоло Роберто        |                     |                    | Паоло Роберто       | Паоло Роберто      |                     |                     |
| Ян Бублански         |                     |                    | Юхан Кюлен          | Юхан Кюлен         | Юхан Кюлен          | Юхан Кюлен          |
| Гуннар Бьёрк         |                     |                    | Ральф Карлссон      | Ральф Карлссон     | Ральф Карлссон      |                     |
| Соня Модиг           |                     |                    | Таня Лоренцон       | Таня Лоренцон      | Таня Лоренцон       | Таня Лоренцон       |
| Рикард Экстрём       |                     |                    | Никлас Юльстрём     | Никлас Юльстрём    | Никлас Юльстрём     | Никлас Юльстрём     |
| Ханс Фасте           |                     |                    | Магнус Креппер      | Магнус Креппер     | Магнус Креппер      | Магнус Креппер      |
| Никлас Эрикссон      |                     |                    | Даниель Густавссон  | Даниель Густавссон |                     |                     |
| Йеркер Хольмберг     |                     |                    | Дональд Хёгберг     | Дональд Хёгберг    | Дональд Хёгберг     | Дональд Хёгберг     |
| Др. Петер Телебориан |                     |                    | Андерс Альбом       |                    | Андерс Альбом       | Андерс Альбом       |
| Эверт Гулльберг      |                     |                    |                     |                    | Ханс Альфредсон     | Ханс Альфредсон     |
| Фредрик Клинтон      |                     |                    |                     |                    | Леннарт Юльстрём    | Леннарт Юльстрём    |
| Торстен Эдклинт      |                     |                    |                     |                    | Никлас Фальк        | Никлас Фальк        |
| Моника Фигерола      |                     |                    |                     |                    | Мирья Турестедт     | Мирья Турестедт     |
| Халльберг            |                     |                    |                     |                    | Ян Хольмквист       | Ян Хольмквист       |
| Георг Нюстрём        |                     |                    |                     |                    | Рольф Дегерлунд     | Рольф Дегерлунд     |
| Биргер Ваденшё       |                     |                    |                     |                    | Якоб Норденсон      | Якоб Норденсон      |
| Др. Андерс Юнассон   |                     |                    |                     |                    | Аксель Мориссе      | Аксель Мориссе      |
| Юнас Сандстрём       |                     |                    |                     |                    | Юхан Хольмберг      | Юхан Хольмберг      |
| Судья                |                     |                    |                     |                    | Ильва Лёф           | Ильва Лёф           |
| Сонни Ниеминен       |                     |                    | Пелле Бломандер     | Пелле Бломандер    | Пелле Бломандер     | Пелле Бломандер     |
| Ханс-Оке Вальтари    |                     |                    |                     |                    | Никлас Густавссон   | Никлас Густавссон   |
| «Наблюдатель»        |                     |                    |                     |                    | Джим Виберг         | Джим Виберг         |